# Jacques Bonaventure Buchet
Pour les articles homonymes, voir Buchet.
Jacques Bonaventure de Buchet, né le 14 juillet 1746 à Gy, Haute-Saône, mort le 14 avril 1831 à Gy, Haute-Saône, est un général français de la révolution et de l’Empire.

## États de service
Il entre en service comme aspirant à l'École Royale d'Artillerie de Toul le 30 juin 1764 puis à La Fère le 30 novembre 1765. Il devient lieutenant le 13 juillet 1766 au Régiment d'artillerie de Strasbourg puis capitaine le 9 mai 1778. Il est créé chevalier de Saint-Louis le 22 mars 1791.
Il fait les campagnes de 1792 et 1793 aux armées du Nord et de la Moselle, il est nommé lieutenant-colonel le 1er novembre 1792 et il prend la direction de l’artillerie de Besançon. Chef de brigade le 22 brumaire an II (12 novembre 1793), il est fait prisonnier le même jour et reste captif jusqu’au mois de Thermidor an III  (août 1795). Il sert successivement en l’an IV et l’an V dans les 1er et 4e régiment d’artillerie à pied, en l’an VI et en l’an VII aux armées d’Angleterre, du Danube et du Rhin. 
Il reçoit le commandement de l'École d'artillerie de Châlons-en-Champagne le 18 brumaire an VIII (9 novembre 1799). Il est employé aux camps de Bayonne et de Saintes en l’an XI et an XII, et il est fait membre de la Légion d’honneur le 19 frimaire an XII (11 décembre 1803) puis officier du même ordre le 25 prairial an XII (14 juin 1804). L’Empereur le nomme quelque temps après membre du collège électoral de la Haute-Saône et lui confie le commandement de l’école d’artillerie de Besançon. Il est désigné le 19 nivôse an XIII (9 janvier 1805) pour faire partie de l’expédition aux Antilles et au retour il est promu général de brigade le 19 septembre 1805. 
Chef d’état-major de l’artillerie lors des campagnes d’Italie de l’an XIV à 1808, il termine sa carrière comme commandant de l'artillerie à Venise en avril 1809. Il obtient sa mise à la retraite le 4 septembre 1809. 

## Sources
- http://roglo.eu/roglo?lang=fr&m=NG&n=Jacques+Bonaventure+de+Buchet&t=PN
- Thierry Pouliquen, « Les généraux français et étrangers ayant servis [sic] dans la Grande Armée » (consulté le 14 juin 2013)
- Jean Baptiste Pierre Jullien de Courcelles, Dictionnaire historique et biographique des généraux français, depuis le onzième siècle jusqu'en 1820, L'auteur, janvier 1821, 425 p. (lire en ligne), p. 251.
- « Cote LH/387/64 », base Léonore, ministère français de la Culture
- A. Lievyns, Jean Maurice Verdot, Pierre Bégat, Fastes de la Légion-d'honneur, biographie de tous les décorés accompagnée de l'histoire législative et réglementaire de l'ordre, Bureau de l'administration, janvier 1844, 529 p. (lire en ligne), p. 48.